# Selah Marley
Selah Louise Marley (ur. 12 listopada 1998 w Miami) – amerykańska modelka i piosenkarka. Marley jest córką piosenkarki, autorki tekstów i raperki Lauryn Hill oraz piłkarza futbolu amerykańskiego Rohana Marleya, a także wnuczką muzyka reggae Boba Marleya. Oprócz bycia modelką dla Chanel była także ambasadorką marki zapachu Chanel Chance. Marley była także promotorką linii kosmetyków Diora. Występowała w kampaniach Calvina Kleina, Telfara i Michaela Korsa. W trakcie swojej kariery Marley pojawiała się w American Vogue i CR Fashion Book, a także na okładkach Wonderland, UK Sunday Times i L'Uomo Vogue. W 2017 roku znalazła się na liście Maxim Hot 100.

## Życiorys
Marley urodziła się w Miami jako córka amerykańskiej piosenkarki Lauryn Hill i jamajskiego przedsiębiorcy i rugbisty Rohana Marleya, którzy nigdy nie byli małżeństwem, ale byli w długotrwałym związku trwającym 15 lat. Jest wnuczką ikony reggae Boba Marleya. Imię Selah pochodzi z języka hebrajskiego i oznacza „pauzę medytacyjną”.
Wychowywała się w South Orange w stanie New Jersey, Marley uczęszczała do Columbia High School w Maplewood. Twierdziła, że jej dzieciństwo było czasami skomplikowane i traumatyczne.
Od 2017 roku Marley studiowała na Gallatin School of Individualized Study na Uniwersytecie Nowojorskim, koncentrując się na naukach ścisłych, religii porównawczej i filozofii.
Marley zaczęła pracować jako modelka w 2011 roku, pojawiła się wtedy w Teen Vogue, dodatkowo pojawiła się też w Vogue, CR Fashion Book, Dazed, Elle, Harper's Bazaar, L'Officiel, Love, Vanity Fair, V i Vogue Arabia. Marley występowała na wybiegu dla Chanel, Calvina Kleina, Telfara, Pyera Moss i linii Adidas Yeezy Kanye Westa. W 2016 roku The New York Times uznało ją za jedną z „nowych modowych dzieciaków”. W 2017 roku wystąpiła w kampanii Converse u boku Rowaa Blanchard, a także w kampanii Michaela Korsa. W 2018 roku Marley była ambasadorką kampanii Chanel promującej zapach Chance. W tym samym roku wystąpiła w kampanii marki Telfar i linii Ivy Park Beyoncé. Marley była także ''muzą'' Dior Beauty.
Marley pojawiła się na okładkach Wonderland, Flaunt, UK Sunday Times i L'Uomo Vogue. W 2016 roku Marley znalazła się na liście „Dazed 100” magazynu Dazed. W 2017 roku znalazła się na liście Maxim Hot 100.
3 października 2022 roku Marley spotkała się z ostrymi reakcjami w mediach społecznościowych po wzięciu udziału w pokazie mody Yeezy SZN 9 Kanye Westa w Paryżu, podczas którego ubrana była w koszulę z hasłem „White Lives Matter”. Marley broniła swojej decyzji o noszeniu tego ubrania, twierdząc, że ludzie mają „mentalność umysłu roju” i że nie zrobiła tego bez wcześniejszego przemyślenia.

## Dyskografia[33][34]

### EP
- 2021 – "Star Power"

### Single
- 2019 – "500 Days"
- 2021 – "S.A.D"
- 2021 – "24HRS"
- 2022 – "Safety"
- 2022 – "Bottled" (wraz z the Loyalties)
- 2022 – "NYFU"
- 2022 – "Shekinah Freedom"
- 2022 – "Here to Stay"
- 2022 – "Genesis"

## Filmografia[35]
| Rok  | Tytuł                                     | Rola     | Format          |
| ---- | ----------------------------------------- | -------- | --------------- |
| 2018 | Pyer Moss: Spring/Summer 2019 at NYFW     | Ona sama | Krótkometrażowy |
| 2018 | Eckhaus Latta: Spring/Summer 2019 at NYFW | Ona sama | Krótkometrażowy |
| 2018 | Chanel: Chance                            | Ona sama | Krótkometrażowy |